# Ceuthauxus palmitonus
Ceuthauxus palmitonus är en mångfotingart som beskrevs av Chamberlin 1942. Ceuthauxus palmitonus ingår i släktet Ceuthauxus och familjen Rhachodesmidae. Inga underarter finns listade i Catalogue of Life.